# Philibertia candolleana
Philibertia candolleana är en oleanderväxtart som först beskrevs av William Jackson Hooker och Arn., och fick sitt nu gällande namn av Goyder. Philibertia candolleana ingår i släktet Philibertia och familjen oleanderväxter. Inga underarter finns listade i Catalogue of Life.